# 8 Flora
För andra betydelser, se Flora.
8 Flora var den åttonde asteroiden som upptäcktes. Den upptäcktes av den brittiske astronomen J.R. Hind den 18 oktober 1847. Det var den andra asteroiden han upptäckte; den första var 7 Iris. Namnet Flora kommer från vårens och blommornas gudinna i romersk mytologi, hustru till Zephyrus.
Flora är en ljus asteroid och är huvudkroppen i Flora-gruppen. Flora är den överlägset den största medlemmen, ungefär 85procent av all massa. Floras spektrum visar att den är uppbyggd av en blandning av silikatbaserad sten, däribland pyroxen och olivin, samt nickel-järn metall. 
Flora är den innersta av de stora asteroiderna. Inga asteroider innanför Flora har en diameter på mer än 25 km.
Ljuskurvorna visar att asteroiden har en regelbunden form och är lika lång som den är bred och 20% bredare än vad den är tjock.